# Catedral de Cristo Rey (Katowice)
La Catedral de Cristo Rey (en polaco: Archikatedra Chrystusa Króla w Katowicach) es el nombre que recibe un edificio religioso que pertenece a la Iglesia católica, tiene un estilo clasicista,  y está localizada en Katowice-Śródmieście, en la ciudad de Katowice, en el país europeo de Polonia. Construida entre 1927 y 1955, la Catedral de Cristo Rey es la mayor de Catedral en su tipo en Polonia. Es la catedral de la arquidiócesis de Katowice.
La primera piedra fue colocada el 4 de septiembre de 1932.  Hasta septiembre de 1939, una capilla fue construida, con varios metros de paredes y escaleras, pero después del inicio de la ocupación, las autoridades alemanas prohibieron construcciones adicionales.
Después del final de la Segunda Guerra Mundial de la construcción se reanudó a mediados de 1947. El proyecto de los arquitectos antes de la guerra sufrió modificaciones, como consecuencia de la solicitud de las autoridades provinciales comunistas de la República Popular de Polonia. La iglesia fue consagrada el 30 de octubre de 1955.

## Galería

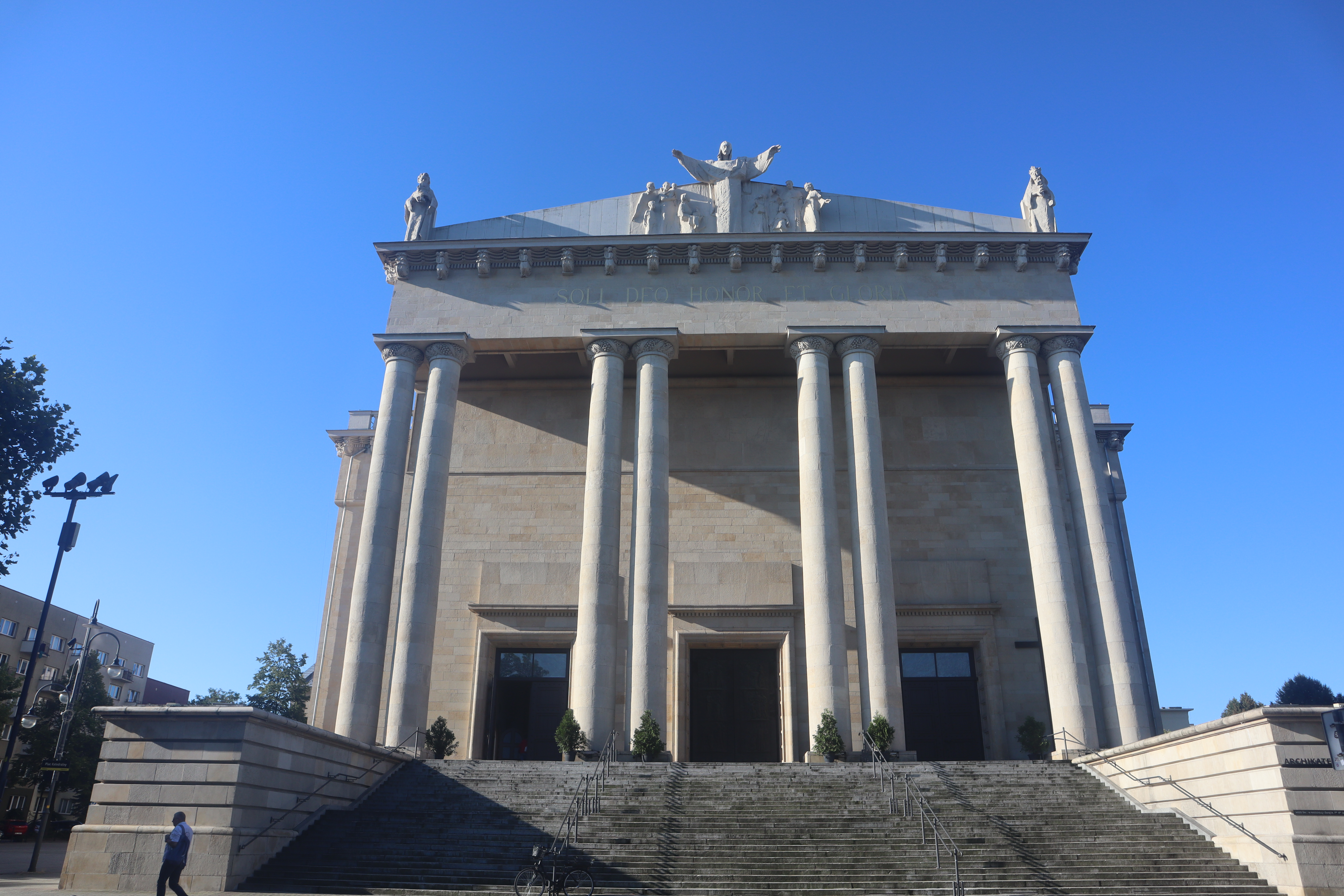
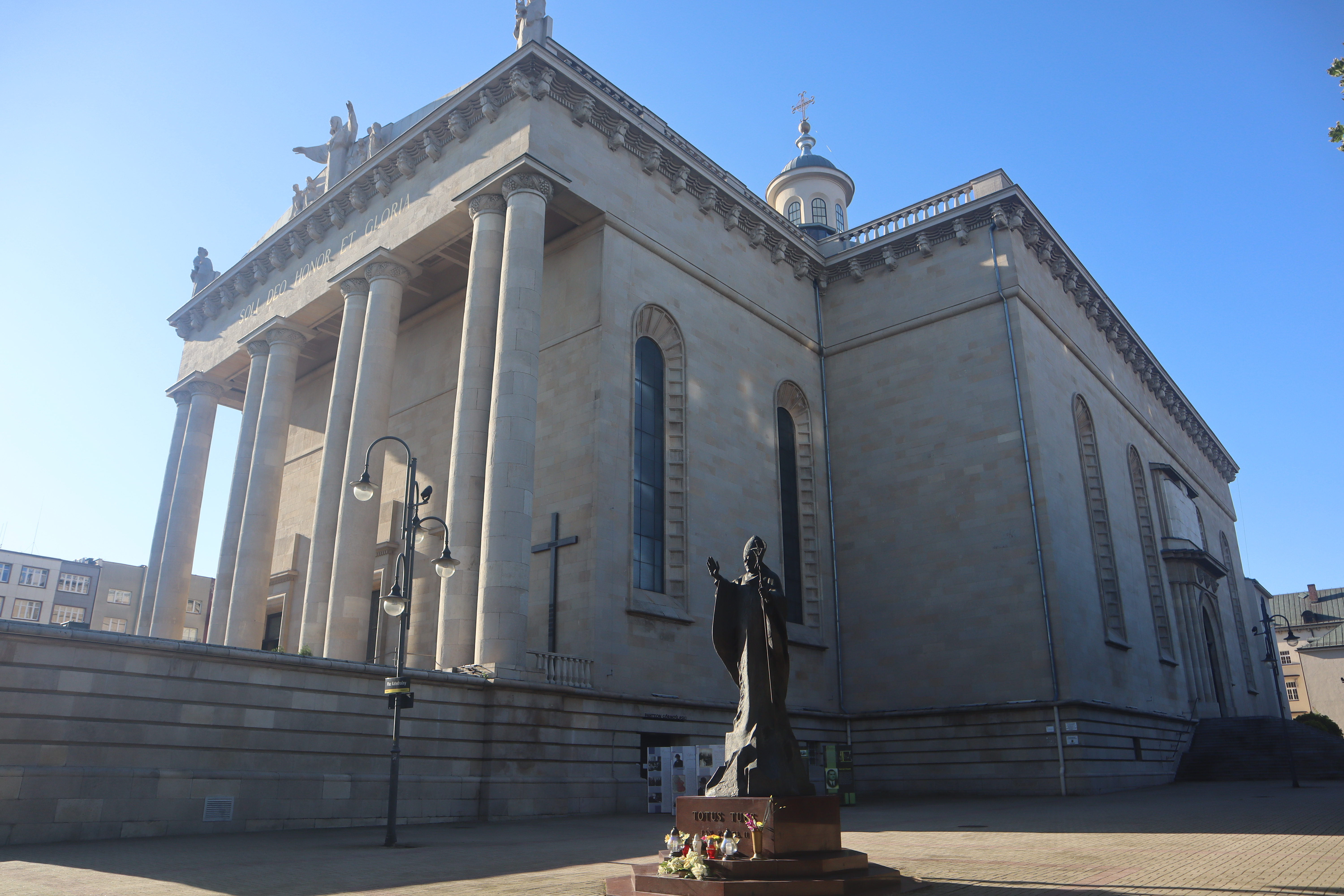
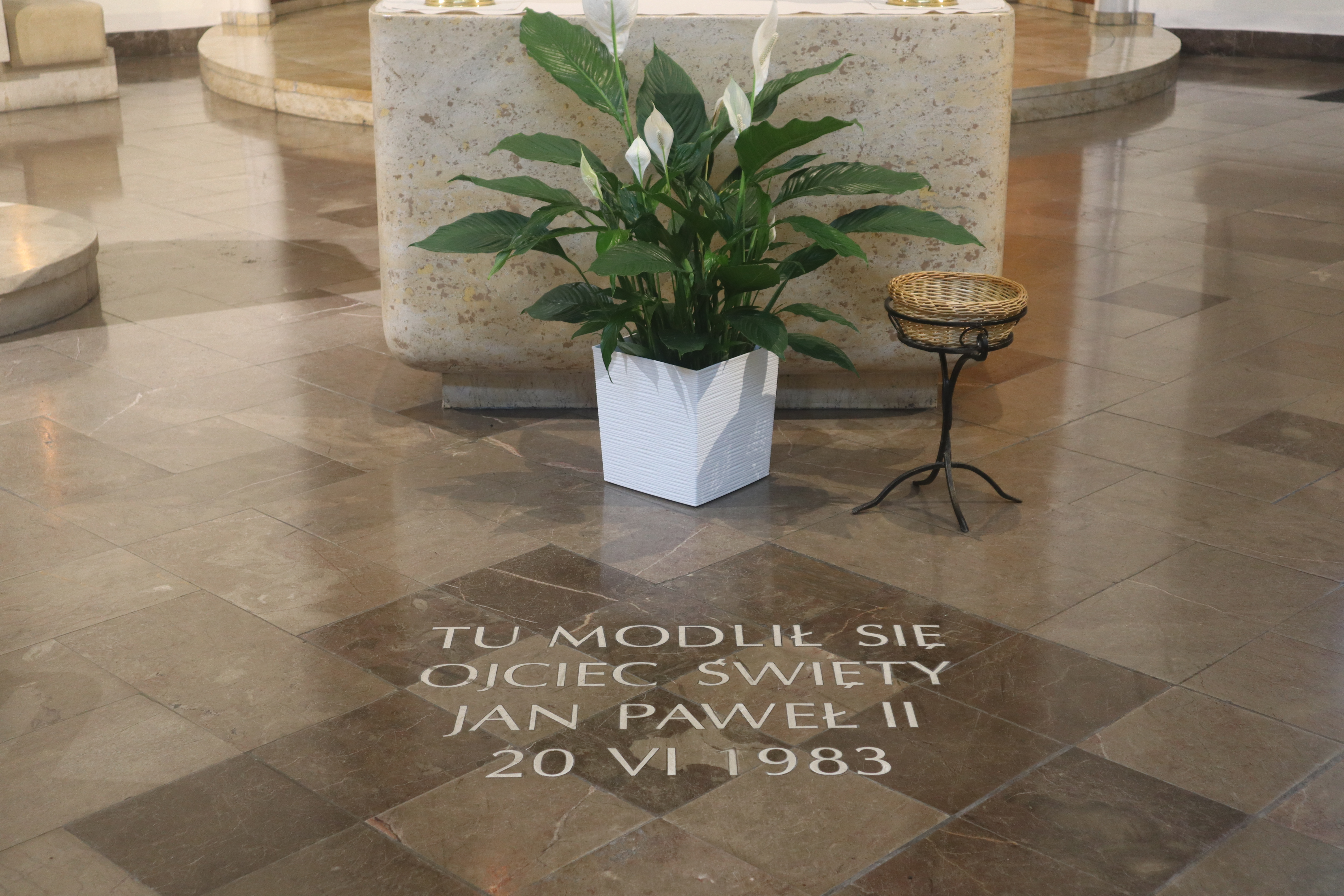
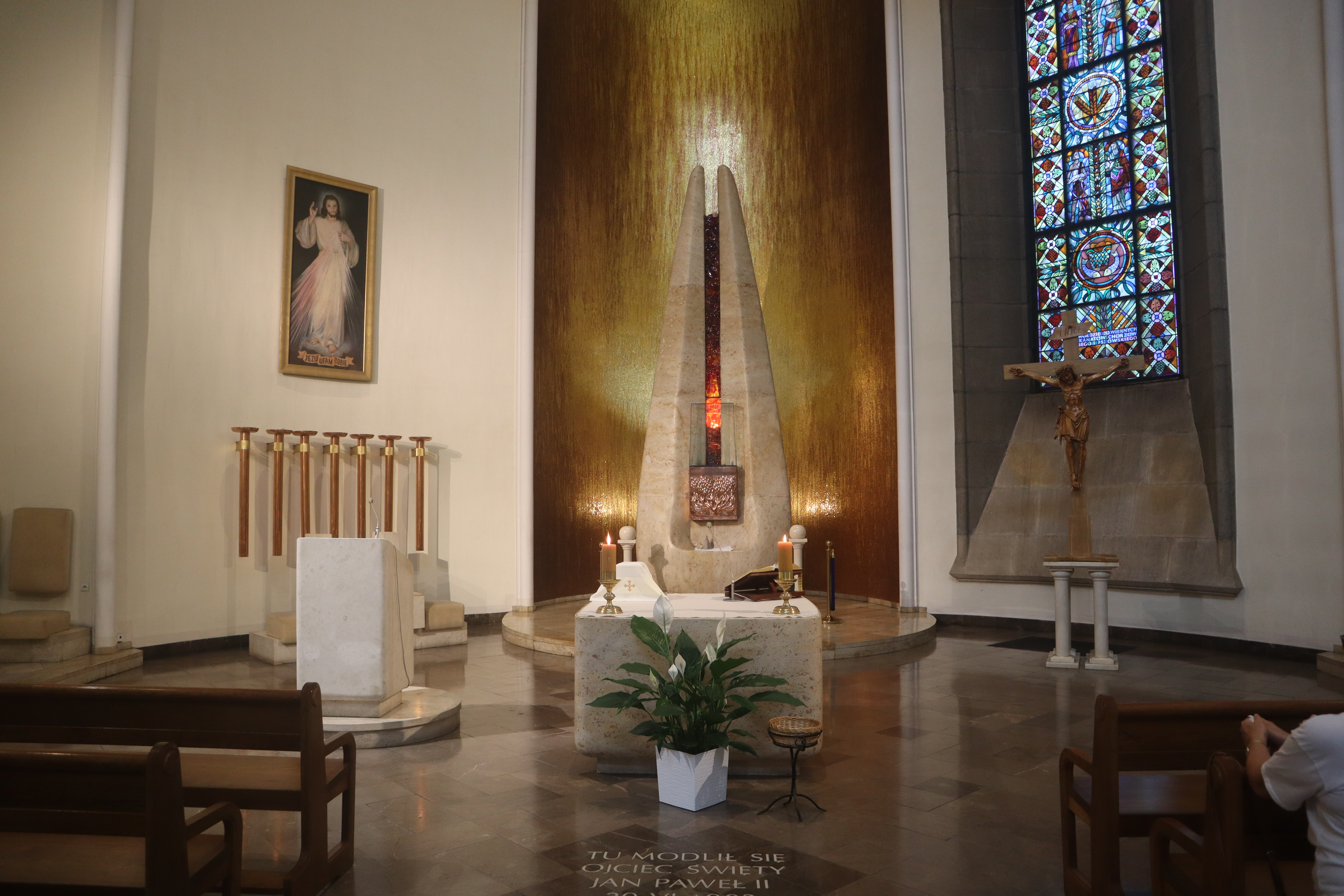
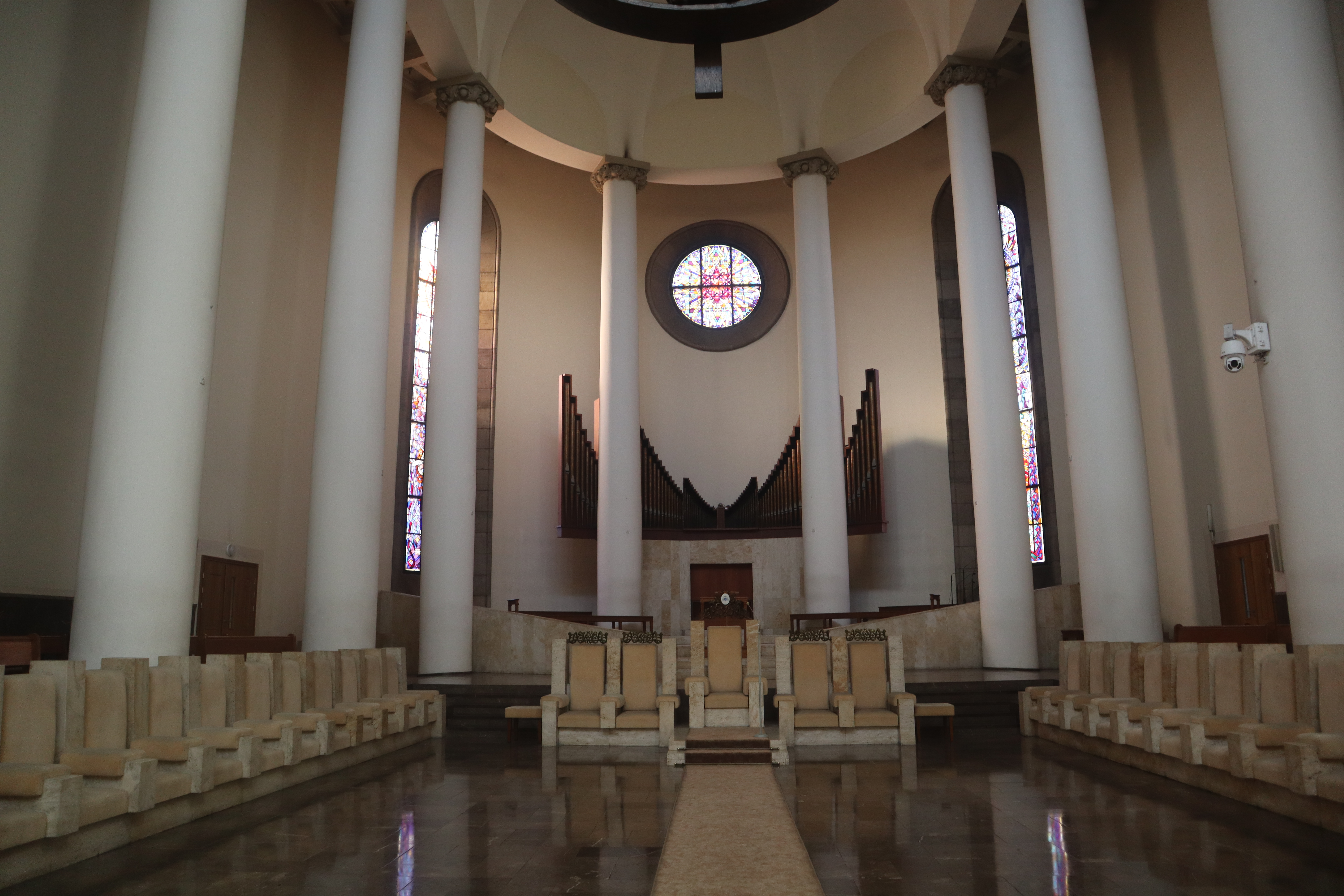